# 2MASS J1214-2345
2MASS J1214-2345 is een rode dwerg met een spectraalklasse van M4.5V. De ster bevindt zich 35,11 lichtjaar van de zon.